# Papp Kálmán
Papp Kálmán (Papp Kálmán József) (Sopron, 1886. február 28. – Győr, 1966. július 28.) győri megyés püspök.

## Pályafutása
Családja a Vas vármegyei Háromház és Magyarlak falvakból  származik. 1908. június 29-én szentelték pappá. Püspöki kinevezése előtt soproni plébános volt.

### Püspöki pályafutása
A megszálló oroszok által agyonlőtt boldog Apor Vilmos után került a püspöki székbe; 1946. május 3-án nevezték ki. június 16-án szentelte püspökké Mindszenty József esztergomi érsek, Grősz József kalocsai érsek és Meszlényi Zoltán esztergomi segédpüspök segédletével.
Püspöksége alatt renoválták a győri székesegyházat, akkor készültek el a Héderváry-kápolna színes üvegablakai is. Az utolsó győri püspök volt, akit még nem állami jóváhagyással neveztek ki. 1966-ig látta el a püspöki tisztet, részt vett a második vatikáni zsinat munkálataiban. Az ÁVH sikertelenül próbálta beszervezni. A győri Székesegyház (II. János Pál pápa látogatása óta bazilika) kriptájában nyugszik.